# Čajkyne (Oblast' di Černihiv)
Čajkyne (in ucraino: Чайкине) è un villaggio dell'Ucraina, nel distretto di Novhorod-Sivers'kyj, nell'oblast' di Černihiv.

## Storia
Tra agosto e settembre del 1942 il villaggio subì un'aggressione da parte di forze naziste, che appiccarono un incendio e uccisero quattro persone.

## Luoghi d'interesse
Il villaggio ospita una cattedrale ortodossa costruita fra il 1999 e il 2002, sotto il governo di Leonid Kučma (nativo del villaggio); la chiesa è dedicata a santa Parasceva (in memoria della madre di Kučma, che portava questo nome).